# New York Associated Press
La New York Associated Press (NYAP) est une agence de presse américaine née de la General News Association of the City of New York, elle-même créée en 1856 par six journaux new-yorkais (The New York Sun, New York Herald, New-York Tribune, The Express, Courier and Enquirer, et le Journal of Commerce) pour succéder à la Harbor News Association créée en 1849.
Le but de l'association était principalement de mutualiser les coûts d'acheminement des nouvelles. La NYAP rejoindra l'Associated Press en 1892, lors de la fusion de toutes les AP régionales.

## Histoire
En 1851, à la création du New York Times, celui-ci a rejoint la General News Association fondée par les six quotidiens new-yorkais d'origine et ce sont donc sept journaux qui créent la New York Associated Press.
Jusqu'en 1892, la NYAP aura à affronter trois vagues de concurrence, dont celle d'une autre branche de l'association, constituée en 1862 sous le nom de Western Associated Press et regroupant les journaux du centre-ouest des États-Unis. Ceux-ci s’estiment floués par les services offerts par l'association des journaux new-yorkais, en particulier pendant la Guerre de Sécession, puis après 1866, lorsqu'est déployé le premier câble transatlantique opérationnel.

### Concurrence des associations régionales
Cinq autres AP régionales apparaissent de 1877 à 1882, en particulier au Texas et en Californie, qui reposent principalement sur celle de Chicago.
En 1884, l’association Western Associated Press impose à ses membres de s’engager à ne pas recevoir d’informations en provenance de non-membres de l’une des AP régionales. Avant cette date, la New York Associated Press faisait signer aux journaux d’une même ville des contrats interdisant de transmettre des nouvelles à d’autres journaux sans son accord et celui de tous les journaux de la ville membres de la Western Associated Press.

### Concurrence de Daniel Craig
En 1866, Daniel H. Craig, agent général de la New York Associated Press, est contacté par la grande compagnie de télégraphe qui domine le marché et impose ses tarifs, la Western Union de Jay Gould. Cette dernière veut créer avec lui une nouvelle agence de presse, dans laquelle elle détiendrait la moitié des parts plus une. Une société dont les opérateurs télégraphiques collecteraient les nouvelles à travers le pays, en particulier les articles de journaux. Informé de cette manœuvre déloyale, le conseil d’administration de la New York Associated Press congédie Craig.
Daniel H. Craig décide alors de créer sa propre agence de presse, la United States and European Telegraph News Association, qui récupère la plupart des employés de la New York Associated Press et nombre de clients. Mais le câble transatlantique, terminé en 1866, arrive à la New York Associated Press.

### Concurrence de la United Press
Une autre concurrence arrive un peu plus tard, sous la forme de la United Press (association), une agence de presse sous forme associative fondée en 1882 par cinq quotidiens. Ce « club des cinq » regroupe The Boston Globe, le Chicago Herald, The Detroit News, le New York Daily News, et le Public Ledger de Philadelphie.
La New York Associated Press y fait face en nouant des accords secrets avec cette nouvelle concurrente, pour éviter toute baisse des prix et se partager les nouvelles. Mais une enquête est menée, qui permet les révéler au grand jour cette entente, ainsi que ses effets négatifs : en réduisant le nombre de bénéficiaires, elle empêche de réaliser des économies d'échelle par le partage des coûts. Lésée, la Western Associated Press en profite pour prendre le pouvoir, et mettre fin aux velléités des journaux new-yorkais d'affaiblir les quotidiens de l'Ouest dans l'espoir de s'implanter sur leurs terres.
À partir de 1892, les différentes agences associatives régionales sont fusionnées en une agence nationale, basée à Chicago dans l’Illinois, et rebaptisée Associated Press. Les dirigeants de la NYAP, plus âgés, préfèrent s’effacer une fois le scandale révélé. La NYAP se fond alors dans la nouvelle AP.